# Comté de Clay (Tennessee)
Pour les articles homonymes, voir Comté de Clay.
Le comté de Clay est un comté de l'État du Tennessee, aux États-Unis.